# Monete euro belghe
     Zona euro
     UE appartenenti agli AEC II
     UE appartenenti agli AEC II con deroga
     UE non appartenenti agli AEC II
     Non UE che usano bilateralmente l'euro
     Non UE che usano unilateralmente l'euro
Le monete euro belghe sono le monete in euro coniate dal Regno del Belgio e sono entrate in circolazione il 1º gennaio 2002, quando la valuta nazionale del Belgio, il Franco, è stato sostituito dall'euro secondo un rapporto di cambio di 40,3399 a 1.

## Faccia nazionale
La faccia nazionale presenta un solo soggetto che si ripete su tutti gli otto tagli delle monete: il ritratto del re in carica.

### 1ª serie – Re Alberto II (1999-2007)
In Belgio le monete in euro sono state introdotte nel 2002. Tuttavia la prima serie di monete fu coniata a partire dal 1999 e quindi le prime monete in euro del Belgio recano gli anni 1999, 2000 e 2001 invece del 2002. Tutte le monete presentano il ritratto di re Alberto II del Belgio e il suo monogramma reale. Il disegno è di Jan Alfons Keustermans e comprende anche 12 stelle della bandiera dell'Unione europea e l'anno di conio.
| € 0,01                                 | € 0,02                                 | € 0,05                                                                                                 |
| -------------------------------------- | -------------------------------------- | --- |
|                                        |                                        | |
| Effigie e monogramma del re Alberto II |                                        | |
| € 0,10                                 | € 0,20                                 | € 0,50                                                                                                 |
|                                        |                                        | |
| Effigie e monogramma del re Alberto II |                                        | |
| € 1,00                                 | € 2,00                                 | Bordo 2 euro                                                                                           |
|                                        |                                        | |
| Effigie e monogramma del re Alberto II | Effigie e monogramma del re Alberto II | La sequenza "2**" ripetuta sei volte e alternativamente capovolta, dove "*" è sostituito da una stella |

#### 1º restyling (2008)
La Commissione della Comunità europea ha emesso una raccomandazione in data 19 dicembre 2008, una linea guida comune per le facce nazionali e l'emissione di monete in euro destinate alla circolazione. Una sezione di questa raccomandazione prevede che:
Articolo 4. Design delle facce nazionali:
"Il disegno che compare sulla faccia nazionale delle monete in euro destinate alla circolazione deve essere completamente circondato dalle 12 stelle dell’Unione europea, e deve riportare l’anno di conio e l’indicazione del nome dello Stato membro emittente. Le stelle dell’Unione europea devono essere uguali a quelle che figurano sulla bandiera europea."
Al fine di essere conformi alle nuove linee guida comuni, il Belgio ha aggiornato il progetto delle facce nazionali delle monete in euro. Questa serie è stata coniata solo nel 2008. Le monete degli anni precedenti rimangono valide.
Le modifiche sono le seguenti:
- La sezione interna della moneta mostra un'effigie del re Alberto II di profilo, fronte a sinistra.
- A destra di questo, il monogramma reale viene visualizzato e, sotto di esso, c'è l'indicazione del paese 'BE'.
- Sotto l'effigie, il marchio del presidente della zecca è visualizzato sulla sinistra e il marchio della zecca è a destra, su entrambi i lati dell'anno.
- L'anello esterno della moneta e le dodici stelle della bandiera europea.

| € 0,01                                 | € 0,02                                 | € 0,05                                                                                                 |
| -------------------------------------- | -------------------------------------- | --- |
|                                        |                                        | |
| Effigie e monogramma del re Alberto II |                                        | |
| € 0,10                                 | € 0,20                                 | € 0,50                                                                                                 |
|                                        |                                        | |
| Effigie e monogramma del re Alberto II |                                        | |
| € 1,00                                 | € 2,00                                 | Bordo 2 euro                                                                                           |
|                                        |                                        | |
| Effigie e monogramma del re Alberto II | Effigie e monogramma del re Alberto II | La sequenza "2**" ripetuta sei volte e alternativamente capovolta, dove "*" è sostituito da una stella |

#### 2º restyling (2009)
Dal 2009 è stato ripreso il ritratto di Alberto II con il mento più marcato rispetto al 2008) con a fianco i marchi della zecca, l'anno e le stelle dell'Unione Europea della 2ª serie.
| € 0,01                                 | € 0,02                                 | € 0,05                                                                                                 |
| -------------------------------------- | -------------------------------------- | --- |
|                                        |                                        | |
| Effigie e monogramma del re Alberto II |                                        | |
| € 0,10                                 | € 0,20                                 | € 0,50                                                                                                 |
|                                        |                                        | |
| Effigie e monogramma del re Alberto II |                                        | |
| € 1,00                                 | € 2,00                                 | Bordo 2 euro                                                                                           |
|                                        |                                        | |
| Effigie e monogramma del re Alberto II | Effigie e monogramma del re Alberto II | La sequenza "2**" ripetuta sei volte e alternativamente capovolta, dove "*" è sostituito da una stella |

#### 3º restyling (2010-2013)
Dal 2010 al 2013 il marchio della zecca e il nuovo simbolo del Direttore della zecca sono stati invertiti di posizione. Dal 2010 al 2012 il simbolo del direttore della zecca Serge Lesens è una piuma; dal 2013 il simbolo del direttore della zecca Bernard Gillard è un gatto.

50 centesimi del 2010

### 2ª serie - Re Filippo (dal 2014)
Una nuova faccia nazionale è stata emessa in virtù dell'abdicazione del re Alberto II a favore del figlio Filippo, che è avvenuta il 21 luglio 2013.
La nuova faccia nazionale è stata presentata il 4 febbraio 2014 e raffigura in tutti i tagli il volto del re ritratto di profilo, il suo monogramma, la sigla "BE" per indicare il Belgio, il marchio del nuovo direttore della zecca Bernard Gillard (un gatto), l'anno di emissione e il marchio di zecca raffigurante la testa dell'arcangelo Gabriele con una croce sopra.
| € 0,01                              | € 0,02                              | € 0,05                                                                                                 |
| ----------------------------------- | ----------------------------------- | --- |
|                                     |                                     | |
| Effigie e monogramma del re Filippo |                                     | |
| € 0,10                              | € 0,20                              | € 0,50                                                                                                 |
|                                     |                                     | |
| Effigie e monogramma del re Filippo |                                     | |
| € 1,00                              | € 2,00                              | Bordo 2 euro                                                                                           |
|                                     |                                     | |
| Effigie e monogramma del re Filippo | Effigie e monogramma del re Filippo | La sequenza "2**" ripetuta sei volte e alternativamente capovolta, dove "*" è sostituito da una stella |

## Zecche
Le monete sono coniate dalla:
| Anno | Zecca                                         | Segno della zecca                                 | Segno del direttore della zecca             |
| ---- | --------------------------------------------- | ------------------------------------------------- | ------------------------------------------- |
| 1999 | Monnaie royale de Belgique (zecca belga)      | Nessuno                                           | Nessuno                                     |
| 2000 | Monnaie royale de Belgique (zecca belga)      | Nessuno                                           | Nessuno                                     |
| 2001 | Monnaie royale de Belgique (zecca belga)      | Nessuno                                           | Nessuno                                     |
| 2002 | Monnaie royale de Belgique (zecca belga)      | Nessuno                                           | Nessuno                                     |
| 2003 | Monnaie royale de Belgique (zecca belga)      | Nessuno                                           | Nessuno                                     |
| 2004 | Monnaie royale de Belgique (zecca belga)      | Nessuno                                           | Nessuno                                     |
| 2005 | Monnaie royale de Belgique (zecca belga)      | Nessuno                                           | Nessuno                                     |
| 2006 | Monnaie royale de Belgique (zecca belga)      | Nessuno                                           | Nessuno                                     |
| 2007 | Monnaie royale de Belgique (zecca belga)      | Nessuno                                           | Nessuno                                     |
| 2008 | Monnaie royale de Belgique (zecca belga)      | Testa dell’arcangelo Gabriele con una croce sopra | Una bilancia per Romain Coenen              |
| 2009 | Monnaie royale de Belgique (zecca belga)      | Testa dell’arcangelo Gabriele con una croce sopra | Una bilancia per Romain Coenen              |
| 2010 | Monnaie royale de Belgique (zecca belga)      | Testa dell’arcangelo Gabriele con una croce sopra | Una piuma per Serge Lesens                  |
| 2011 | Monnaie royale de Belgique (zecca belga)      | Testa dell’arcangelo Gabriele con una croce sopra | Una piuma per Serge Lesens                  |
| 2012 | Monnaie royale de Belgique (zecca belga)      | Testa dell’arcangelo Gabriele con una croce sopra | Una piuma per Serge Lesens                  |
| 2013 | Monnaie royale de Belgique (zecca belga)      | Testa dell’arcangelo Gabriele con una croce sopra | Un gatto per Bernard Gillard                |
| 2014 | Monnaie royale de Belgique (zecca belga)      | Testa dell’arcangelo Gabriele con una croce sopra | Un gatto per Bernard Gillard                |
| 2015 | Monnaie royale de Belgique (zecca belga)      | Testa dell’arcangelo Gabriele con una croce sopra | Un gatto per Bernard Gillard                |
| 2016 | Monnaie royale de Belgique (zecca belga)      | Testa dell’arcangelo Gabriele con una croce sopra | Un gatto per Bernard Gillard                |
| 2017 | Monnaie royale de Belgique (zecca belga)      | Testa dell’arcangelo Gabriele con una croce sopra | Lo stemma di Herzele per Ingrid van Herzele |
| 2018 | Koninklijke Nederlandse Munt (zecca olandese) | Un caduceo                                        | Lo stemma di Herzele per Ingrid van Herzele |
| 2019 | Koninklijke Nederlandse Munt (zecca olandese) | Un caduceo                                        | Lo stemma di Herzele per Ingrid van Herzele |
| 2020 | Koninklijke Nederlandse Munt (zecca olandese) | Un caduceo                                        | Lo stemma di Herzele per Ingrid van Herzele |
| 2021 | Koninklijke Nederlandse Munt (zecca olandese) | Un caduceo                                        | Lo stemma di Herzele per Ingrid van Herzele |

## Quantità monete coniate
| Monetazione di Re Alberto | Monetazione di Re Alberto | Monetazione di Re Alberto | Monetazione di Re Alberto     | Monetazione di Re Alberto | Monetazione di Re Alberto | Monetazione di Re Alberto | Monetazione di Re Alberto | Monetazione di Re Alberto | Monetazione di Re Alberto | Monetazione di Re Alberto | Monetazione di Re Alberto |
| | Divisionali FDC           | Divisionali FS            | Divisionali FDC Commemorative | € 0,01                    | € 0,02                    | € 0,05                    | € 0,10                    | € 0,20                    | € 0,50                    | € 1,00                    | € 2,00                    |
| Circolanti | Circolanti                | Circolanti                | Circolanti                    | Circolanti                | Circolanti                | Circolanti                | Circolanti                |                           |                           |                           |                           |
| --- | ------------------------- | ------------------------- | ----------------------------- | ------------------------- | ------------------------- | ------------------------- | ------------------------- | ------------------------- | ------------------------- | ------------------------- | ------------------------- |
| 1999 | 40.000                    | 15.000                    | 0                             | 235.200.000               | *                         | 300.000.000               | 180.950.000               | *                         | 197.000.000               | 160.000.000               | *                         |
| 2000 | 40.000                    | 15.000                    | 0                             | *                         | 337.000.000               | *                         | *                         | 181.000.000               | *                         | *                         | 120.000.000               |
| 2001 | 40.000                    | 15.000                    | 0                             | 99.800.000                | *                         | *                         | 145.750.000               | *                         | *                         | *                         | *                         |
| 2002 | 100.000                   | 15.000                    | 40.000                        | *                         | *                         | *                         | 90.830 (*)                | 104.000.000               | 50.000.000                | 90.500.000                | 50.000.000                |
| 2003 | 100.000                   | 15.000                    | 90.100                        | 10.000.000                | 40.000.000                | 30.000.000                | *                         | 30.000.000                | *                         | *                         | 36.500.000                |
| 2004 | 60.000                    | 15.000                    | 32.000                        | 180.000.000               | 159.250.000               | 80.000.000                | 20.000.000                | 70.000.000                | 15.000.000                | 15.000.000                | 43.976.988                |
| 2005 | 38.000                    | 3.000                     | 22.000                        | *                         | *                         | 110.000.000               | 10.000.000                | 10.000.000                | *                         | *                         | 20.000.000                |
| 2006 | 38.000                    | 3.000                     | 17.000                        | 15.000.000                | 30.000.000                | 35.000.000                | *                         | 40.000.000                | *                         | *                         | 20.000.000                |
| 2007 | 38.000                    | 3.000                     | 17.000                        | 60.000.000                | 70.000.000                | *                         | *                         | 25.060.281                | 5.000.000                 | *                         | 35.000.000                |
| 2008 | 25.000                    | 2.500                     | 15.500                        | *                         | *                         | *                         | *                         | 20.020.000                | 25.000.000                | 5.000.000                 | 20.000.000                |
| 2009 | 25.000                    | 1.500                     | 14.500                        | 20.000.000                | 10.000.000                | *                         | *                         | 30.000.000                | 42.500.000                | 12.800.000                | 20.000.000                |
| 2010 | 30.000                    | 1.850                     | 12.000                        | 30.100.000                | 20.000.000                | 25.000.000                | 20.000.000                | 15.050.000                | *                         | *                         | 15.000.000                |
| 2011 | 30.000                    | 1.850                     | 12.000                        | 9.975.000                 | *                         | 25.000.000                | 25.000.000                | 40.250.000                | 15.000.000                | 15.000.000                | 32.000.000                |
| 2012 | 20.000                    | 1.850                     | 12.000                        | 19.950.000                | 15.000.000                | 22.500.000                | 25.000.000                | 42.350.000                | 30.000.000                | 10.000.000                | *                         |
| 2013 | 15.000                    | 1.000                     | 9.500                         | 70.000.000                | 32.625.000                | 17.000.000                | 5.000.000                 | *                         | *                         | *                         | *                         |
| Monetazione di Re Filippo |                           |                           |                               |                           |                           |                           |                           |                           |                           |                           |                           |
| | Divisionali FDC           | Divisionali FS            | Divisionali FDC Commemorative | € 0,01                    | € 0,02                    | € 0,05                    | € 0,10                    | € 0,20                    | € 0,50                    | € 1,00                    | € 2,00                    |
| Circolanti | Divisionali FDC           | Divisionali FS            | Divisionali FDC Commemorative |                           |                           |                           |                           |                           |                           |                           |                           |
| 2014 | 83.000                    | 3.000                     | 14.500                        | *                         | 3.125.000                 | 14.500.000                | *                         | *                         | 10.000.000                | *                         | *                         |
| 2015 | 30.000                    | 1.250                     | 15.000                        | 14.870.000                | 21.875.000                | 10.000.000                | 11.000.000                | *                         | 10.000.000                | *                         | *                         |
| 2016 | 35.000                    | 1.000                     | 10.000                        | 29.750.000                | 16.250.000                | 19.900.000                | *                         | *                         | 2.000.000                 | *                         | *                         |
| 2017 | 20.000                    | 1.000                     | 7.500                         | 1.575.000                 | *                         | 48.444.500                | 3.000.000                 | *                         | 5.000.000                 | *                         | *                         |
| 2018 | 40.000                    | 750                       | 7.000                         | *                         | *                         | 5.300.000                 | 12.300.000                | *                         | *                         | *                         | *                         |
| 2019 | 20.000                    | 1.500                     | 7.500                         | *                         | *                         | 10.000.000                | 5.000.000                 | 21.000.000                | 12.000.000                | *                         | 3.200.000                 |
| 2020 | 15.000                    | 1.000                     | 5.500                         | *                         | *                         | *                         | *                         | *                         | *                         | *                         | *                         |
| 2021 | 7.500                     | 750                       | 5.500                         | *                         | *                         | *                         | *                         | *                         | *                         | *                         | *                         |
| 2022 | 7.500                     | 500                       | 5.500                         | *                         | *                         | 34.900.000                | *                         | *                         | *                         | *                         | 3.155.000                 |
| 2023 | 7.500                     | 500                       | 5.500                         | *                         | *                         | 9.000.000                 | 7.500.000                 | 17.000.000                | *                         | *                         | *                         |
| 2024 | 6.000                     | 500                       | 4.000                         | *                         | *                         | 13.900.000                | *                         | *                         | 3.200.000                 | *                         | *                         |
| (*) = Monete da 10 cent 2002 presenti solo nelle Serie divisionali sono state viste in circolazione, / = non emessa, ? = finora sconosciuto, * = emessa solo nelle divisionali ufficiali |                           |                           |                               |                           |                           |                           |                           |                           |                           |                           |                           |

## 2 euro commemorativi
| Immagine | Anno | Tema | Tiratura  | Emissione         | Incisore               |
| -------- | ---- | --- | --------- | ----------------- | ---------------------- |
|          | 2005 | Unione economica e commerciale Belgio - Lussemburgo                                                                    | 6.023.000 | 20 maggio 2005    | Luc Luycx              |
|          | 2006 | L'Atomium di Bruxelles                                                                                                 | 5.023.000 | 10 aprile 2006    | Luc Luycx              |
|          | 2007 | 50º anniversario della firma dei Trattati di Roma (emissione comune)                                                   | 5.040.000 | 25 marzo 2007     | Luc Luycx              |
|          | 2008 | 60º anniversario della Dichiarazione universale dei diritti umani                                                      | 5.018.000 | 1º giugno 2008    | Luc Luycx              |
|          | 2009 | 10º anniversario dell'UEM (emissione comune)                                                                           | 5.012.000 | 27 gennaio 2009   | Georgios Stamatopoulos |
|          | 2009 | 200º anniversario dalla nascita di Louis Braille                                                                       | 5.013.500 | 25 settembre 2009 | Luc Luycx              |
|          | 2010 | Presidenza belga del Consiglio europeo                                                                                 | 5.012.000 | 10 giugno 2010    | Luc Luycx              |
|          | 2011 | 100º anniversario della Giornata internazionale della donna                                                            | 5.013.500 | 3 maggio 2011     | Luc Luycx              |
|          | 2012 | 10º anniversario della circolazione di banconote e monete in euro (emissione comune)                                   | 5.023.000 | 30 gennaio 2012   | Helmut Andexlinger     |
|          | 2012 | 75º anniversario della competizione musicale della regina Elisabetta                                                   | 5.013.000 | 6 giugno 2012     | Luc Luycx              |
|          | 2013 | 100º anniversario dell'Istituto di Meteorologia Reale                                                                  | 2.010.000 | 18 settembre 2013 | Peter Denayer          |
|          | 2014 | 100º anniversario dell'inizio della Prima guerra mondiale                                                              | 1.750.000 | 12 maggio 2014    | Luc Luycx              |
|          | 2014 | 150º anniversario della Croce Rossa Belga                                                                              | 287.500   | 18 settembre 2014 | Luc Luycx              |
|          | 2015 | Anno europeo per lo sviluppo                                                                                           | 250.000   | 17 settembre 2015 | Luc Luycx              |
|          | 2015 | 30º anniversario della Bandiera europea (emissione comune)                                                             | 412.500   | 18 novembre 2015  | Georgios Stamatopoulos |
|          | 2016 | Giochi olimpici | 375.000   | 24 marzo 2016     | Luc Luycx              |
|          | 2016 | Giornata internazionale dei bambini scomparsi                                                                          | 1.020.000 | 25 maggio 2016    | Luc Luycx              |
|          | 2017 | 200º anniversario dell'Università di Liegi                                                                             | 200.000   | 21 aprile 2017    | Luc Luycx              |
|          | 2017 | 200º anniversario dell'Università di Gand                                                                              | 225.000   | 29 settembre 2017 | Luc Luycx              |
|          | 2018 | 50º anniversario della rivolta studentesca del maggio 1968                                                             | 257.500   | 14 maggio 2018    | Luc Luycx              |
|          | 2018 | 50º anniversario del lancio del satellite ESRO-2B                                                                      | 257.500   | 20 settembre 2018 | Luc Luycx              |
|          | 2019 | 450º anniversario della morte di Pieter Bruegel il Vecchio                                                             | 155.000   | 1º marzo 2019     | Luc Luycx              |
|          | 2019 | 25º anniversario dell'Istituto monetario europeo                                                                       | 155.000   | 9 maggio 2019     | Luc Luycx              |
|          | 2020 | Anno internazionale della salute delle piante                                                                          | 755.000   | 5 marzo 2020      | Luc Luycx              |
|          | 2020 | Jan van Eyck | 155.000   | 15 ottobre 2020   | Luc Luycx              |
|          | 2021 | 100º anniversario dell'Unione Economica belgo-lussemburghese                                                           | 155.000   | 7 luglio 2021     | Luc Luycx              |
|          | 2021 | 500º anniversario dalla comparsa dell'ordinanza del secondo periodo di emissione di monete durante il regno di Carlo V | 155.000   | 27 ottobre 2021   | Luc Luycx              |
|          | 2022 | Settore sanitario | 155.000   | 12 maggio 2022    | Luc Luycx              |
|          | 2022 | 35º anniversario dell'istituzione del Progetto Erasmus (emissione comune)                                              | 1.000.000 | 1º luglio 2022    | Joaquin Jimenez        |
|          | 2023 | Art Nouveau | 155.000   | 20 giugno 2023    | Iris Bruijns           |
|          | 2023 | 75º anniversario suffragio femminile in Belgio                                                                         | 130.000   | 25 ottobre 2023   | Iris Bruijns           |
|          | 2024 | Turno di Presidenza del Consiglio dell'Unione europea tenuto dal Belgio                                                | 130.000   | 5 gennaio 2024    | Iris Bruijns           |
|          | 2024 | Lotta contro il cancro                                                                                                 | 130.000   | 13 maggio 2024    | Iris Bruijns           |
|          | 2025 | Lotteria nazionale del Belgio                                                                                          | 154.000   | 23 gennaio 2025   | Iris Bruijns           |